# Portage-du-Fort
Portage-du-Fort est une municipalité de village dans le Pontiac, en Outaouais, au Québec (Canada). La municipalité est située en bordure de la rivière des Outaouais.

## Histoire
Plusieurs hypothèses ont été avancées pour expliquer la dénomination de cette municipalité. Suivant la plus répandue, signalée par Hormisdas Magnan, la présence d'un fort sur la rive de l'Outaouais pour conserver les provisions des hommes de chantiers et le portage qu'il fallait y effectuer pour l'atteindre, en raison de la présence de cinq chutes plus ou moins importantes, expliqueraient ce nom. Toutefois, certains chercheurs soutiennent que le fort en question n'a jamais existé.
Le père Belcourt en 1831, a avancé qu'un dénommé Dufort se serait noyé dans les rapides à cet endroit. Le père Cuoq estime de son côté, qu'il faut remonter à l'algonquin Onamanionikaming, portage du fard (où l'on se peignait le corps), devenu par attraction paronymique – rapprochement de mots de forme voisine – du fort. Bref, on ne dispose d'aucune certitude à cet égard et plusieurs hypothèses frôlent l'étymologie populaire.
Pourtant, dès le régime français on connaissait ce nom. Le 6 juin 1613, Samuel de Champlain séjourne à Portage-du-Fort lors de son voyage vers l'Île-aux-Allumettes en passant par le lac du Rat-musqué (lac Muskrat, Ontario) pour rencontrer les Algoummequins.

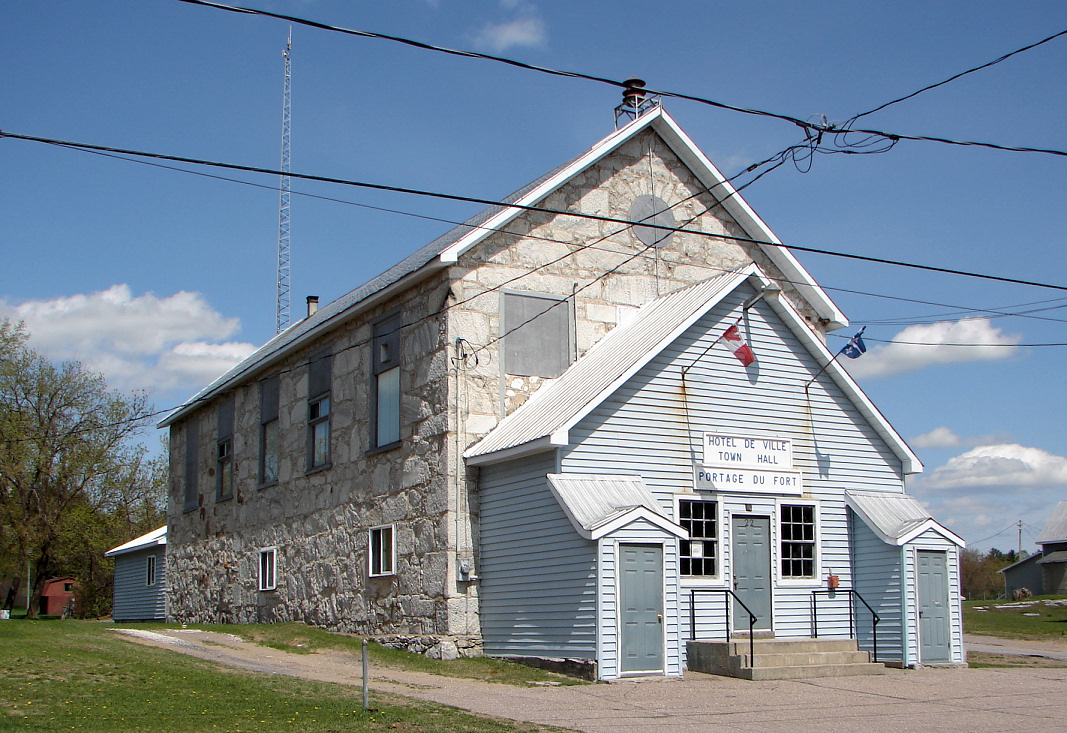
Hôtel de ville

Louis d'Ailleboust, sieur de Coulonge et de la Madeleine y aurait établi un magasin pour les fourrures avant 1670, ce qui renforce l'hypothèse reliée à l'existence d'un fort. Quoi qu'il en soit, le mot fort anciennement ne véhiculait pas toujours une connotation militaire et pouvait être plus ou moins synonyme de village ou hameau, ou encore de poste, entrepôt, que l'on fortifiait au besoin. L'occupation en était souvent épisodique, axée sur les périodes de traite, surtout au printemps et au début de l'été.
Les premiers véritables Portageurs – gentilé qui rappelle la période des voyageurs sur l'Outaouais – s'installent en 1844, et dès 1860, Portage-du-Fort constitue un important centre du Pontiac avec ses moulins, sa gare, son terminus pour les bateaux à vapeur qui transportent du grain et du bois. Cette prospérité devait entraîner la création de la municipalité en 1863, qui prend le nom du bureau de poste (1847), après son détachement de la municipalité du canton de Litchfield.
Voici comment Stanislas Drapeau décrit l'endroit dans ses Études sur les développements de la colonisation du Bas-Canada, ouvrage paru en 1863 :
 «Litchfield. Ce canton[...] renferme trois centres de population très développés. Le premier groupe se trouve au Portage-du-Fort, sur la rivière d'Outaouais.[...] Cette paroisse est placée sous le patronage de Sainte-Rosalie. Le Portage-du-Fort est le rendez-vous des hommes engagés dans le commerce du bois, et sert de grenier aux provisions considérables que les bateaux-à-vapeur (sic) qui voyagent sur le lac des Chats apportent, pour les nombreux chantiers situés dans l'intérieur. Ce poste est sans contredit une place très intéressante et qui a déjà l'allure d'un grand village qui devra, sous peu d'années, faire une des localités les plus importantes de toute la contrée de l'Outaouais ».
Un grave incendie survenu en 1914 détruit presque entièrement l'endroit et freine son développement pour de longues années.

## Démographie
| 1991 | 1996 | 2001 | 2006 | 2011 | 2016 | 2021 |
| ---- | ---- | ---- | ---- | ---- | ---- | ---- |
| 295  | 289  | 255  | 280  | 266  | 234  | 232  |

## Administration
Les élections municipales se font en bloc pour le maire et les six conseillers.
| Portage-du-Fort Maires depuis 2001                                                                                   |                    |         |          |
| Élection | Maire              | Qualité | Résultat |
| 2001 | Gérald Manwell     |         | Voir     |
| 2005 | Gérald Manwell     | Voir    |          |
| 2009 | Lynne Judd-Cameron |         | Voir     |
| 2013 | Lynne Judd-Cameron | Voir    |          |
| 2017 | Lynne Judd-Cameron | Voir    |          |
| 2021 | Lynne Judd-Cameron | Voir    |          |
| Élection partielle en italique Depuis 2005, les élections sont simultanées dans toutes les municipalités québécoises |                    |         |          |